# Stara Papiernia w Poznaniu
Stara Papiernia w Poznaniu – teren przy ul. Szyperskiej w Poznaniu, na którym znajdują się trzy budynki po byłej fabryce papieru, tuż obok dworu przy ul. Szyperskiej w północnej części Garbar. W grudniu 2019 Zarząd Komunalnych Zasobów Lokalowych Poznania oraz Uniwersytet Artystyczny podpisały umowę najmu na czas nieoznaczony miejskiego gruntu ze wszystkimi budynkami. Władze uczelni planują, że do połowy 2023 powstanie tu unikalna w Polsce, prototypownia UAP (Uniwersytet Artystyczny Poznań) stanowiąca uczelniane centrum cyfrowe dla pracowników i studentów uniwersytetu. 
Niegdyś mieściła się tu Fabryka Ksiąg Handlowych, Kopert i Kajetów Edwarda Kręglewskiego, której znakiem firmowym były dwa kręgle. Zakład Edwarda Kręglewskiego powstał w 1910, a jego założycielem był Edward Kręglewski. Fabryka mieściła się początkowo przy ul. Szkolnej 3, a następnie na ul. św. Marcin 27. W 1935 fabryka została przeniesiona do nowego gmachu przy ul. Szyperskiej 8, gdzie funkcjonowała do wybuchu II wojny światowej. W październiku 1949 zakład został upaństwowiony.

### Obiekty w pobliżu
- garbarska stacja pomp
- Kantor Krzyżanowskiego
- pomnik Akcji Bollwerk
- dawna rzeźnia miejska